# Луки (Псковська область)
Луки (рос. Луки) — присілок в Печорському районі Псковської області Російської Федерації.
Населення становить 202 особи. Входить до складу муніципального утворення Новоізборська волость.

## Історія
Від 2015 року входить до складу муніципального утворення Новоізборська волость.

## Населення
| 2001 | 2002 | 2010 |
| ---- | ---- | ---- |
| 114  | ↗223 | ↘202 |